# Меленцинек
Меленцинек (пол. Mielęcinek, нім. Neu Mellentin) — село в Польщі, у гміні Ліп'яни Пижицького повіту Західнопоморського воєводства.
Населення — 173 особи (2011).
У 1975-1998 роках село належало до Щецинського воєводства.

## Демографія
Демографічна структура станом на 31 березня 2011 року:
|          | Загалом | Допрацездатний вік | Працездатний вік | Постпрацездатний вік |
| -------- | ------- | ------------------ | ---------------- | -------------------- |
| Чоловіки | 87      | 24                 | 54               | 9                    |
| Жінки    | 86      | 15                 | 49               | 22                   |
| Разом    | 173     | 39                 | 103              | 31                   |